# L'amore non dorme mai
L'amore non dorme mai (No Sleep 'Til Christmas) è un film per la televisione del 2018 diretto da Phil Traill.

## Trama
Lizzie è una donna che si sta preparando per il suo matrimonio ma non riesce a dormire. Quando incontra Billy, un barman frustrato e insonne come lei, capisce che stando vicino a lui riesce a dormire serenamente.
Per quanto la cosa suoni strana ad entrambi, lei riesce a convincere Billy a incontrarsi per poter dormire insieme. Lui accetta, facendosi finanziare il bar che da tempo voleva aprire da solo per mettersi in proprio.
Alla vigilia di Natale, vale a dire a sette giorni dal matrimonio, il marito scopre lo strano rapporto tra la sua futura moglie e uno sconosciuto, e fatica a credere alla versione che gli viene data, e insiste per averne una dimostrazione scientifica, che in effetti poi ottiene.
Lizzie insiste, nonostante cominci ad apparire chiaro a tutti che tra lei e Billy il rapporto sia andato un po' oltre la semplice convenienza reciproca, nel sostenere di avere ha in testa solo il suo futuro marito e il matrimonio.
Giunti al giorno fatidico, Lizzie, proprio sull'altare, non se la sente però di pronunciare il fatidico sì, e dopo essersi spiegata e scusata con tutti, lascia la cerimonia e si getta alla ricerca di Billy che, fatalmente, "scontererà" in circostanze analoghe a quelle del loro primo casuale incontro. Ma stavolta è chiaro per entrambi che non si lasceranno più.